# Wiry-au-Mont
Wiry-au-Mont ist eine französische Gemeinde mit 105 Einwohnern (Stand 1. Januar 2022) im Département Somme in der Region Hauts-de-France. Sie gehört zum Arrondissement Abbeville und zum Kanton Gamaches.

## Geographie

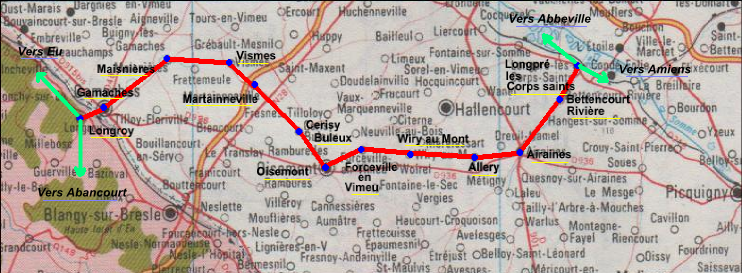
Verlauf der früheren Bahnstrecke

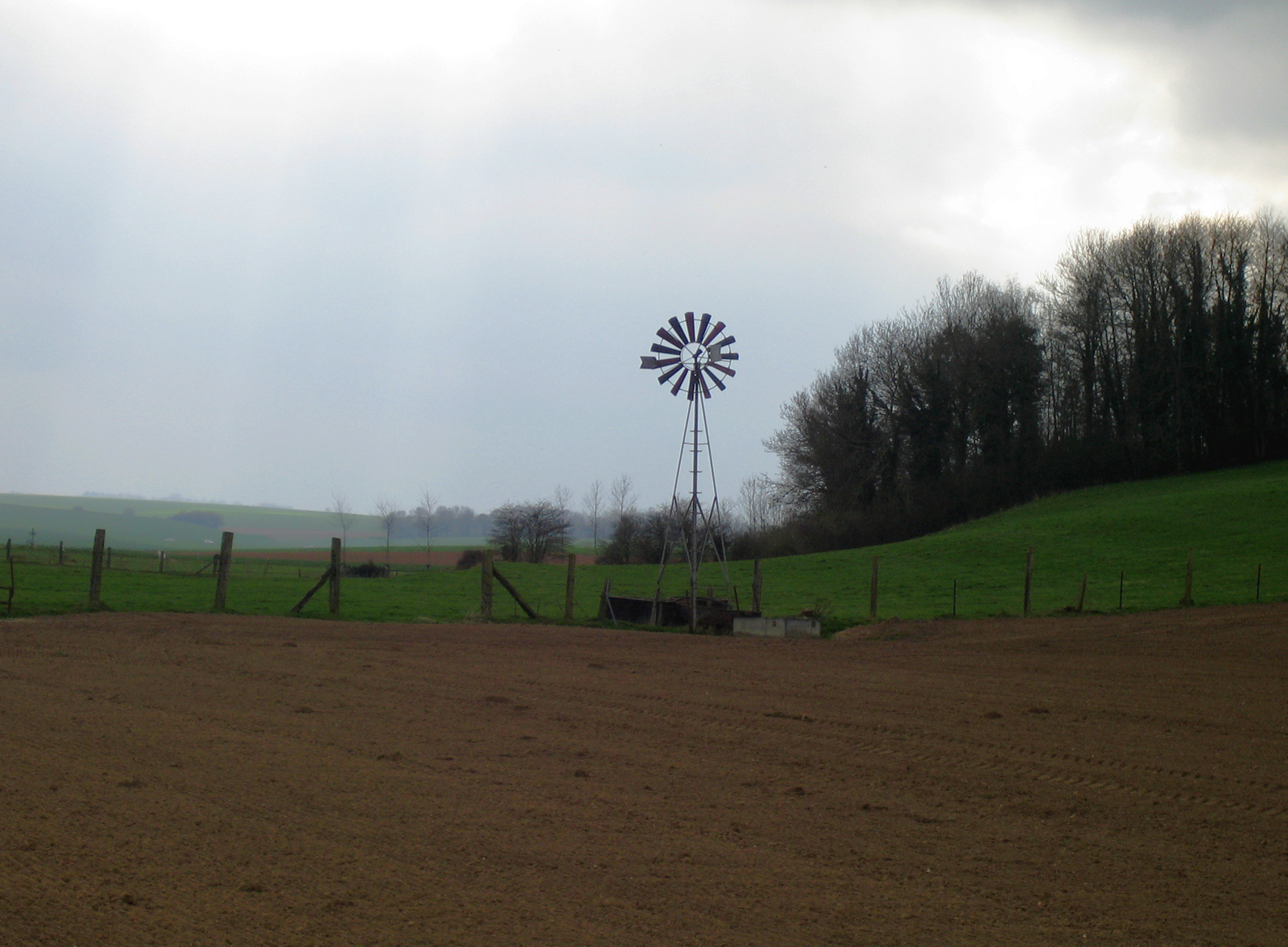
Windrad zwischen Wiry und Allery

Die Gemeinde mit den Ortsteilen Wiry-au-Mont und Wiry-au-Val wird von der Départementsstraße D936 von Oisemont nach Airaines durchzogen. Die Bahnstrecke von Longpré-les-Corps-Saints nach Gamaches, die durch sie verlief, ist aufgelassen.

## Einwohner
| 1962 | 1968 | 1975 | 1982 | 1990 | 1999 | 2006 | 2011 |
| ---- | ---- | ---- | ---- | ---- | ---- | ---- | ---- |
| 116  | 116  | 118  | 111  | 92   | 96   | 114  | 124  |

## Sehenswürdigkeiten
- Kriegerdenkmal